# Arrondissement Bastia
Das Arrondissement Bastia (korsisch Circundariu di Bastia) ist eine Verwaltungseinheit des französischen Départements Haute-Corse auf Korsika. Hauptort (Sitz der Präfektur) ist Bastia.
Im Arrondissement liegen sieben Wahlkreise (Kantone) und 27 Gemeinden. Zum 1. Januar 2010 wechselten die Kantone La Conca-d’Oro und Le Haut-Nebbio vom Arrondissement Bastia zum Arrondissement Calvi, die Kantone Alto-di-Casaconi, Campoloro-di-Moriani, Fiumalto-d’Ampugnani und Vescovato zum Arrondissement Corte.

## Wahlkreise
- Kanton Bastia-1
- Kanton Bastia-2
- Kanton Bastia-3
- Kanton Bastia-4
- Kanton Biguglia-Nebbio (mit 1 von 14 Gemeinden)
- Kanton Borgo
- Kanton Cap Corse (mit 20 von 22 Gemeinden)

## Gemeinden
Die Gemeinden des Arrondissements Bastia sind:
| 1. Barrettali (2B030) | 2. Bastia (2B033)               | 3. Biguglia (2B037)              | 4. Borgo (2B042)      |
| 5. Brando (2B043)     | 6. Cagnano (2B046)              | 7. Canari (2B058)                | 8. Centuri (2B086)    |
| 9. Ersa (2B107)       | 10. Furiani (2B120)             | 11. Lucciana (2B148)             | 12. Luri (2B152)      |
| 13. Meria (2B159)     | 14. Morsiglia (2B170)           | 15. Nonza (2B178)                | 16. Ogliastro (2B183) |
| 17. Olcani (2B184)    | 18. Olmeta-di-Capocorso (2B187) | 19. Pietracorbara (2B224)        | 20. Pino (2B233)      |
| 21. Rogliano (2B261)  | 22. San-Martino-di-Lota (2B305) | 23. Santa-Maria-di-Lota (2B309)  | 24. Sisco (2B281)     |
| 25. Tomino (2B327)    | 26. Vignale (2B350)             | 27. Ville-di-Pietrabugno (2B353) |                       |

## Belege
1. ↑  Erlass vom 31. Dezember 2009 (PDF (Seite dauerhaft nicht mehr abrufbar, festgestellt im November 2024. Suche in Webarchiven), S. 5–6)